# محوطه ده کهنه قباغلو
محوطه ده کهنه قباغلو در شهرستان سقز، بخش مرکزی، روستای قباغلو واقع شده و این اثر در تاریخ ۱۰ دی ۱۳۸۱ با شمارهٔ ثبت ۶۸۳۹ به‌عنوان یکی از آثار ملی ایران به ثبت رسیده است.